# Просто садашње време (енглески)
Просто садашње време (енгл. Present Simple Tense) је глаголско време у енглеском језику које се користи за описивање радња које се стално понављају (навике, обичаји и рутине), радње чије трајање није одређено, опште истине и за карактеристике субјеката.

## Позитиван облик
Просто садашње време се гради од основног облика глагола (инфинитив без „to”). 
На пример, инфинитив са „to” глагола радити гласи to work, а инфинитив без „to” гласи work. За сва лица осим за треће лице једнине потврдни облик простог садашњег времена гласи work.

### Треће лице једнине
Код трећег лица једнине (He / She / It) додаје се наставак –s, а код глагола који се завршавају на –o, –x, –ss, –ch, –sh додаје се наставак –es.
- (инфинитив ),
- (инфинитив ),
- (инфинитив ),
- (инфинитив mix)...

#### Глаголи који се завршавају на –
Ако се глагол завршава на –y и уколико је испред њега сугласник –y прелази у –ie и додаје се наставак –s:
- /  /  (од инфинитива ),
- /  /  (од инфинитива ),
- /  /  (од инфинитива study).

Ако је испред –y самогласник, нема промене (само се додаје –s):
- /  /  (од инфинитива ),
- /  /  (од инфинитива ).[2]

#### Неправилан облик
У трећем лицу неправилан облик има само глагол have:

## Негативан облик
Одрични облик садашњег времена гради се од садашњег времена помоћног глагола „to do”, и негације „not” и инфинитива глагола који се мења, без приједлога „to”:
- – , .[2][3]

У трећем лицу једнине се губи наставак –s или –es:

## Упитан облик

### Просте реченице
Просте упитне реченице се граде од инфинитива глагола –do (кога стављамо испред субјекта) и инфинитива главног глагола:
- ...[4]

У трећем лицу једнине, главни глагол, такође, остаје непромењен:

### Сложене реченице
Сложене упитне реченице се граде од Wh – питања (која стављамо на почетак реченице) и просте упитне реченице:

## Прилози
Најчешћи прилози су:
Као и прилози за учесталост радње:
- /  /  / often / usually / always.[5]